# Walter Mahlberg
Walter Mahlberg (* 25. Februar 1884 in Düren; † 4. November 1935 in Freiburg im Breisgau) war ein deutscher Wirtschaftswissenschaftler.
Er habilitierte sich im Jahre 1914 bei Eugen Schmalenbach in Köln und ist damit ein Vertreter der „Kölner Schule“. Von 1923 bis 1925 war er Professor an der Handelshochschule Göteborg. Von 1926 bis 1935 war er Professor für Privatwirtschaftslehre an der Universität Freiburg im Breisgau. Vermutlich zum 1. Mai 1933 trat Mahlberg der NSDAP bei (Mitgliedsnummer 3.126.107).
Seit 1923 war er Mitglied des  Corps Suevo-Salingia München.

## Schriften
- Der Tageswert in der Bilanz